# Lepanthes obtusipetala
Lepanthes obtusipetala là một loài thực vật có hoa trong họ Lan. Loài này được (Fawc. & Rendle) Fawc. & Rendle mô tả khoa học đầu tiên năm 1910.